# Lavaur, Tarn
Lavaur là một xã trong tỉnh Tarn thuộc vùng Occitanie ở miền nam nước Pháp. Xã này nằm ở khu vực có độ cao trung bình 141 mét trên mực nước biển.
Thị trấn cách 37 km về phía đông nam của Montauban theo đường ray.
Lavaur nằm ở tả ngạn sông Agout, tại đây có cầu đường sắt và một cầu đá thế kỷ 18.

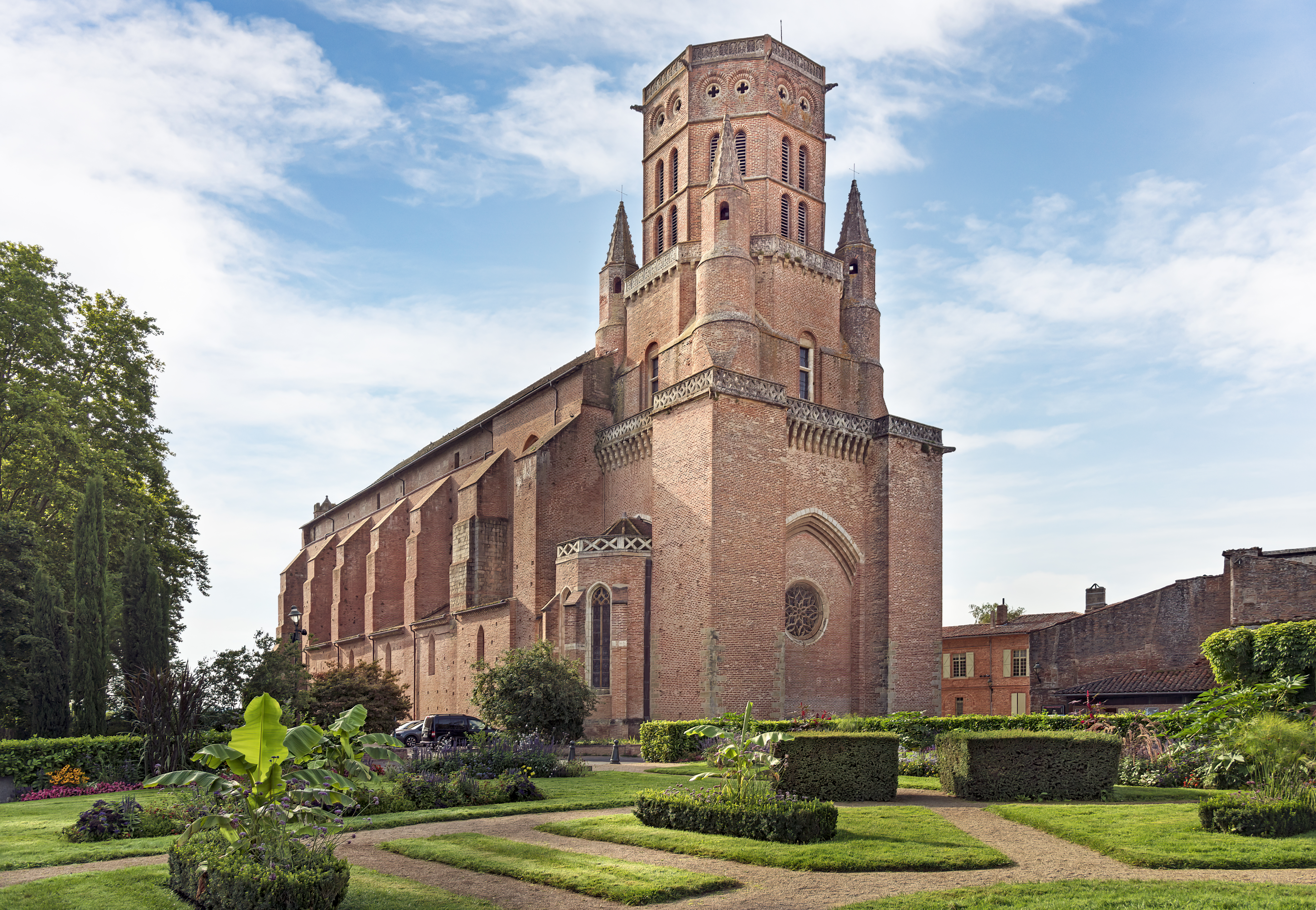
Giáo đường Lavaur